# ミュンドレリア (小惑星)
ミュンドレリア (1466 Mundleria) は、小惑星帯にある小惑星。カール・ラインムートがハイデルベルクのケーニッヒシュトゥール天文台で発見した。
ドイツ人の天文学者マックス・ミュンドラーに因んで名付けられた。